# 布雷頓鎮區 (密蘇里州華盛頓縣)
布雷頓鎮區（英語：Breton Township）是位於美國密蘇里州華盛頓縣的一個行政鎮區。

## 地方資料
布雷頓鎮區的面積為203.82平方千米，皆為陸地。根據2020年美國人口普查的數據，當地共有人口9514人，而人口密度為每平方千米46.68人。